# Kleinbahnen des Kreises Jerichow I
| Strecke                                                   |      | von Magdeburg                               | von Magdeburg                               |
| Abzweig ehemals geradeaus und nach rechts                 |      | nach Berlin                                 | nach Berlin                                 |
| Bahnhof (Strecke außer Betrieb)                           | 0,0  | Burg Umladebf (auch Burg Klbf)              | Burg Umladebf (auch Burg Klbf)              |
| Abzweig geradeaus und nach links (Strecke außer Betrieb)  |      | Hafenanschluss zum Ihlekanal                | Hafenanschluss zum Ihlekanal                |
| Bahnhof (Strecke außer Betrieb)                           | 1,2  | Burg West (auch Burg Magdeburger Tor)       | Burg West (auch Burg Magdeburger Tor)       |
| Bahnhof (Strecke außer Betrieb)                           | 2,1  | Burg Mitte (auch Burg Zerbster Tor)         | Burg Mitte (auch Burg Zerbster Tor)         |
| Abzweig geradeaus und nach rechts (Strecke außer Betrieb) |      | nach Lübars                                 | nach Lübars                                 |
| Haltepunkt / Haltestelle (Strecke außer Betrieb)          | 4,2  | Burg Ost                                    | Burg Ost                                    |
| Haltepunkt / Haltestelle (Strecke außer Betrieb)          | 5,6  | Gütter                                      | Gütter                                      |
| Haltepunkt / Haltestelle (Strecke außer Betrieb)          | 7,8  | Polzuhn                                     | Polzuhn                                     |
| Bahnhof (Strecke außer Betrieb)                           | 9,4  | Grabow                                      | Grabow                                      |
| Brücke (Strecke außer Betrieb)                            |      | Brücke über die Ihle                        | Brücke über die Ihle                        |
| Haltepunkt / Haltestelle (Strecke außer Betrieb)          | 12,1 | Kähnert                                     | Kähnert                                     |
| Bahnhof (Strecke außer Betrieb)                           | 13,8 | Stresow                                     | Stresow                                     |
| Bahnhof (Strecke außer Betrieb)                           | 16,8 | Theeßen                                     | Theeßen                                     |
| Haltepunkt / Haltestelle (Strecke außer Betrieb)          | 18,8 | Küsel                                       | Küsel                                       |
| Haltepunkt / Haltestelle (Strecke außer Betrieb)          | 20,9 | Waldrogäsen                                 | Waldrogäsen                                 |
| Haltepunkt / Haltestelle (Strecke außer Betrieb)          | 22,5 | Wüstenjerichow                              | Wüstenjerichow                              |
| Haltepunkt / Haltestelle (Strecke außer Betrieb)          | 25,9 | Reesdorf                                    | Reesdorf                                    |
| Abzweig geradeaus und von rechts (Strecke außer Betrieb)  |      | nach Gommern                                | nach Gommern                                |
| Bahnhof (Strecke außer Betrieb)                           | 28,2 | Magdeburgerforth                            | Magdeburgerforth                            |
| Abzweig geradeaus und nach rechts (Strecke außer Betrieb) |      | Anschluss Rohpappenfabrik                   | Anschluss Rohpappenfabrik                   |
| Bahnhof (Strecke außer Betrieb)                           | 30,4 | Schopsdorf                                  | Schopsdorf                                  |
| Bahnhof (Strecke außer Betrieb)                           | 32,3 | Gehlsdorf                                   | Gehlsdorf                                   |
| Kreuzung (Strecken außer Betrieb)                         |      | Güsen–Ziesar                                | Güsen–Ziesar                                |
| Grenze (Strecke außer Betrieb)                            |      | heutige Grenze Sachsen-Anhalt / Brandenburg | heutige Grenze Sachsen-Anhalt / Brandenburg |
| Bahnhof (Strecke außer Betrieb)                           | 35,3 | Ziesar-West                                 | Ziesar-West                                 |
| Kopfbahnhof Streckenende (Strecke außer Betrieb)          | 37,1 | Ziesar Ost                                  | Ziesar Ost                                  |

| Bahnhof (Strecke außer Betrieb)                          |      | Burg Umladebf                       | Burg Umladebf                       |
| Bahnhof (Strecke außer Betrieb)                          | 2,1  | Burg Mitte (auch Burg Zerbster Tor) | Burg Mitte (auch Burg Zerbster Tor) |
| Abzweig geradeaus und nach links (Strecke außer Betrieb) |      | nach Ziesar                         | nach Ziesar                         |
| Bahnhof (Strecke außer Betrieb)                          | 6,6  | Madel                               | Madel                               |
| Bahnhof (Strecke außer Betrieb)                          | 11,7 | Stegelitz                           | Stegelitz                           |
| Bahnhof (Strecke außer Betrieb)                          | 14,7 | Tryppehna                           | Tryppehna                           |
| Bahnhof (Strecke außer Betrieb)                          | 17,1 | Pabsdorf (Friedensau)               | Pabsdorf (Friedensau)               |
| Bahnhof (Strecke außer Betrieb)                          | 19,5 | Lüttgenziatz                        | Lüttgenziatz                        |
| Abzweig geradeaus und nach links (Strecke außer Betrieb) |      | Anschluss Mühle                     | Anschluss Mühle                     |
| Bahnhof (Strecke außer Betrieb)                          | 19,3 | Hohenziatz                          | Hohenziatz                          |
| Abzweig geradeaus und nach links (Strecke außer Betrieb) |      | Anschluss Gut/Brennerei             | Anschluss Gut/Brennerei             |
| Bahnhof (Strecke außer Betrieb)                          | 25,6 | Riesdorf                            | Riesdorf                            |
| Abzweig geradeaus und von rechts (Strecke außer Betrieb) |      | von Gommern                         | von Gommern                         |
| Bahnhof (Strecke außer Betrieb)                          | 28,5 | Lübars (Kr Loburg)                  | Lübars (Kr Loburg)                  |
| Strecke (außer Betrieb)                                  |      | nach Altengrabow/Magdeburgerforth   | nach Altengrabow/Magdeburgerforth   |

| Strecke                                                             |      | von Biederitz                               | von Biederitz                               |
| Bahnhof                                                             | 21,3 | Gommern Kreisbahn                           | Gommern Kreisbahn                           |
| Abzweig ehemals geradeaus und nach rechts                           |      | nach Trebnitz                               | nach Trebnitz                               |
| Bahnhof (Strecke außer Betrieb)                                     | 20,5 | Gommern Haltestelle                         | Gommern Haltestelle                         |
| Bahnhof (Strecke außer Betrieb)                                     | 18,5 | Dannigkow                                   | Dannigkow                                   |
| Bahnhof (Strecke außer Betrieb)                                     | 15,8 | Leitzkau-West (Kressow)                     | Leitzkau-West (Kressow)                     |
| Bahnhof (Strecke außer Betrieb)                                     | 12,9 | Leitzkau                                    | Leitzkau                                    |
| Bahnhof (Strecke außer Betrieb)                                     | 11,3 | Ladeburg                                    | Ladeburg                                    |
| Bahnhof (Strecke außer Betrieb)                                     | 8,4  | Dalchau                                     | Dalchau                                     |
| Bahnhof (Strecke außer Betrieb)                                     | 6,6  | Brietzke                                    | Brietzke                                    |
| Bahnhof (Strecke außer Betrieb)                                     | 5,2  | Kalitz (Göbel)                              | Kalitz (Göbel)                              |
| Bahnhof (Strecke außer Betrieb)                                     | 2,7  | Klepps-Ziegelei                             | Klepps-Ziegelei                             |
| Bahnhof (Strecke außer Betrieb)                                     | 1,7  | Loburg-Süd                                  | Loburg-Süd                                  |
| Abzweig ehemals geradeaus und von links                             |      | von Biederitz                               | von Biederitz                               |
| ehemaliger Bahnhof                                                  | 0,0  | Loburg                                      | Loburg                                      |
| ehemaliger Bahnhof                                                  | 2,5  | Bomsdorf                                    | Bomsdorf                                    |
| Abzweig geradeaus und ehemals von links                             |      | von Burg (üb. Stegelitz)                    | von Burg (üb. Stegelitz)                    |
| ehemaliger Bahnhof                                                  | 7,4  | Lübars (Kr Loburg)                          | Lübars (Kr Loburg)                          |
| Abzweig ehemals geradeaus und nach rechts                           |      | nach Altengrabow und zum Truppenübungsplatz | nach Altengrabow und zum Truppenübungsplatz |
| Bahnhof (Strecke außer Betrieb)                                     | 12,1 | Altengrabow Kleinbahnhof                    | Altengrabow Kleinbahnhof                    |
| Bahnhof (Strecke außer Betrieb)                                     | 14,0 | Dörnitz                                     | Dörnitz                                     |
| Bahnhof (Strecke außer Betrieb)                                     | 16,4 | Magdeburgerforth Mitte                      | Magdeburgerforth Mitte                      |
| Abzweig geradeaus und von links (Strecke außer Betrieb)             |      | von Burg (üb. Grabow)                       | von Burg (üb. Grabow)                       |
| Bahnhof (Strecke außer Betrieb)                                     | 17,4 | Magdeburgerforth                            | Magdeburgerforth                            |
| Strecke (außer Betrieb)                                             |      | nach Ziesar                                 | nach Ziesar                                 |
|                                                                     |      |                                             |                                             |
| ehemals Dreischienengleis, heute nur noch für Normalspur in Betrieb |      |                                             |                                             |

Die Kleinbahnen des Kreises Jerichow I waren ein Eigenbetrieb des ehemaligen Landkreises Jerichow I, dessen Gebiet heute größtenteils zum Landkreis Jerichower Land gehört. Es handelte sich um eine Schmalspureisenbahn, deren Spurweite 750 mm betrug. Von dem insgesamt ungefähr 102 Kilometern langen Streckennetz waren 12 Kilometer dreischienig angelegt. Das Netz umfasste die Strecken Burg Umladebf–Ziesar, Burg Mitte–Loburg sowie Gommern–Magdeburgerforth.

## Geschichte
Die Bahn nahm am 4. April 1896 mit der Eröffnung der Streckenabschnitte Burg–Grabow–Magdeburgerforth sowie Burg Zerbster Tor–Stegelitz ihren Betrieb auf. Als Nächstes folgten am 19. Juli 1896 die Abschnitte Stegelitz–Groß Lübars und Magdeburgerforth–Ziesar Ost sowie am 8. Oktober 1896 der Abschnitt Magdeburgerforth–Altengrabow–Groß Lübars.
Am 12. Dezember 1896 ging der Anschluss zum Ihlehafen in Burg in Betrieb. Am 21. Juli 1902 wurde die Teilstrecke zwischen Groß Lübars und Loburg eröffnet. Diese Strecke wurde im Gegensatz zu den übrigen mit einem Dreischienengleis hergestellt, so dass sie sowohl von Schmalspurfahrzeugen als auch von Fahrzeugen auf Normalspur befahren werden konnte, die von Biederitz auf der Staatsbahnstrecke nach Loburg gelangten, um von dort den Truppenübungsplatz Altengrabow zu erreichen. Daher wurde auch dieser Abschnitt dreischienig ausgebaut.
Vollendet war das Netz am 20. April 1903 mit der Eröffnung der Strecke von Loburg nach Gommern an der Hauptbahn Magdeburg–Dessau. Ergänzt wurde es noch durch Anschlussbahnen, die unter anderem von Stresow zum Gut Ziegelsdorf, von Kalitz nach Göbel und in Gommern zur Zuckerfabrik führten.
Nach der Eröffnung der Staatsbahnlinie Güsen–Ziesar 1917 war diese Kleinstadt von einem Ring von Eisenbahnen umgeben. Die Schmalspurstrecke zwischen Ziesar West und Ost (in der Nähe des Hauptbahnhofs der regelspurigen Genthiner Kleinbahn) diente ab 1930 nur noch dem Güterverkehr. Sie wurde nach 1946 abgebaut.
Nach dem Zweiten Weltkrieg wurde der kommunale Kreisbahnbetrieb am 15. Dezember 1946 den Sächsischen Provinzbahnen GmbH und am 1. April 1949 der Deutschen Reichsbahn unterstellt.
Der Personenverkehr war schon ab 16. August 1934 schrittweise auf bahneigene Omnibuslinien verlagert worden. Am 2. Mai 1960 begann die Einstellung des Verkehrs mit dem Abschnitt von Gommern nach Loburg. Sie war am 25. September 1965 mit den Strecken von Burg über Magdeburgerforth nach Ziesar und von Magdeburgerforth nach Altengrabow abgeschlossen.
Einzig auf dem Abschnitt zwischen Loburg und Altengrabow blieb der Personenverkehr auf der Normalspur bis zum 29. Mai 1999 erhalten. Diese Strecke ist weiterhin vorhanden und wird von der Dampfzug-Betriebs-Gemeinschaft e. V. in Loburg genutzt.

## Fahrzeuge
1939 standen der Bahn 13 Dampflokomotiven, 25 Personenwagen und 251 Güterwagen zur Verfügung. Von der Deutschen Reichsbahn wurden 1949 12 Lokomotiven übernommen. Sie erhielten folgende endgültige Bezeichnungen.
| KJI-Nr.       | DR-Betriebsnummer         | Bauart  | Baujahr    | Bemerkung |
| ------------- | ------------------------- | ------- | ---------- | --- |
| Nr. 1 bis 5   | –                         | C n2t   | 1895–1897  | 1925–1935 ausgemustert                                                                                         |
| Nr. 6 bis 10  | 99 4614 und 99 4615       | C n2t   | 1902–1910  | |
| Nr. 11 bis 14 | 99 4642, 4643, 4402, 4645 | D n2t   | 1922–1924  | Innenrahmen 99 4642: 1956 nach Umbau in Schlepptenderlok Umzeichnung in 99 4551 99 4402: 1949–1951 als 99 4501 |
| Nr. 15 bis 17 | 99 4644, 4641             | D n2t   | 1907–1923  | Außenrahmen 1926–1930 von Rosenberger Kreisbahn; Nr. 17 1944 im Osten verschollen                              |
| Nr. 18 und 19 | -                         | D1’ n2t | 1902, 1904 | 1934/35 erworben, ehemals Schlawer Bahnen Nr. 1II und 2II, bis 1939 ausgemustert                               |
| Nr. 20 und 21 | 99 4801 und 99 4802       | 1’D h2t | 1938       | |
| Nr. 22        | 99 4721                   | B n2t   | 1922       | Baulokomotive, 1945 übernommen, 1949–1956 als 99 4401 (statistisch als 99 4401)                                |
| Nr. 23        | 99 4301                   | C n2t   | 1920       | 1948 von Zuckerfabrik Gommern, 1949–1951 als 99 4401 (statistisch als 99 4402), Denkmal am Bahnhof Gommern     |

## Museumsbahn
| Streckenlänge: | 6,1 km              |                                |                                |
| Spurweite: | 750 mm (Schmalspur) |                                |                                |
| |                     |                                |                                |
| \| \| \| von Schopsdorf \| \| \| \| \| zur ehemaligen Rohpappenfabrik \| \| \| \| 6,1 \| Lumpenbahnhof \| Lumpenbahnhof \| \| \| 5,6 \| Magdeburgerforth \| Magdeburgerforth \| \| \| \| Gloinebach \| \| \| \| 5,0 \| Lindenstraße \| Lindenstraße \| \| \| \| nach Burg \| \| \| \| 4,3 \| Magdeburgerforth Mitte \| Magdeburgerforth Mitte \| \| \| \| Landstraße \| \| \| \| \| Kupferhammer \| \| \| \| 1,9 \| Dörnitz \| Dörnitz \| \| \| \| Altengrabow Ost \| \| \| \| 0,0 \| Altengrabow Endpunkt \| Altengrabow Endpunkt \| \| \| \| Übergang zum Dreischienengleis \| \| \| \| \| nach Loburg \| \| |                     |                                |                                |
| Strecke (außer Betrieb) |                     | von Schopsdorf                 | von Schopsdorf                 |
| Abzweig geradeaus und nach rechts (Strecke außer Betrieb) |                     | zur ehemaligen Rohpappenfabrik | zur ehemaligen Rohpappenfabrik |
| Haltepunkt / Haltestelle Strecke bis hier außer Betrieb | 6,1                 | Lumpenbahnhof                  | Lumpenbahnhof                  |
| Bahnhof | 5,6                 | Magdeburgerforth               | Magdeburgerforth               |
| Brücke über Wasserlauf |                     | Gloinebach                     | Gloinebach                     |
| Bahnhof | 5,0                 | Lindenstraße                   | Lindenstraße                   |
| Abzweig geradeaus und ehemals nach rechts |                     | nach Burg                      | nach Burg                      |
| Kopfbahnhof Strecke ab hier außer Betrieb | 4,3                 | Magdeburgerforth Mitte         | Magdeburgerforth Mitte         |
| Bahnübergang (Strecke außer Betrieb) |                     | Landstraße                     | Landstraße                     |
| Haltepunkt / Haltestelle (Strecke außer Betrieb) |                     | Kupferhammer                   | Kupferhammer                   |
| Haltepunkt / Haltestelle (Strecke außer Betrieb) | 1,9                 | Dörnitz                        | Dörnitz                        |
| Haltepunkt / Haltestelle (Strecke außer Betrieb) |                     | Altengrabow Ost                | Altengrabow Ost                |
| Bahnhof (Strecke außer Betrieb) | 0,0                 | Altengrabow Endpunkt           | Altengrabow Endpunkt           |
| Abzweig ehemals geradeaus und von links |                     | Übergang zum Dreischienengleis | Übergang zum Dreischienengleis |
| Strecke |                     | nach Loburg                    | nach Loburg                    |

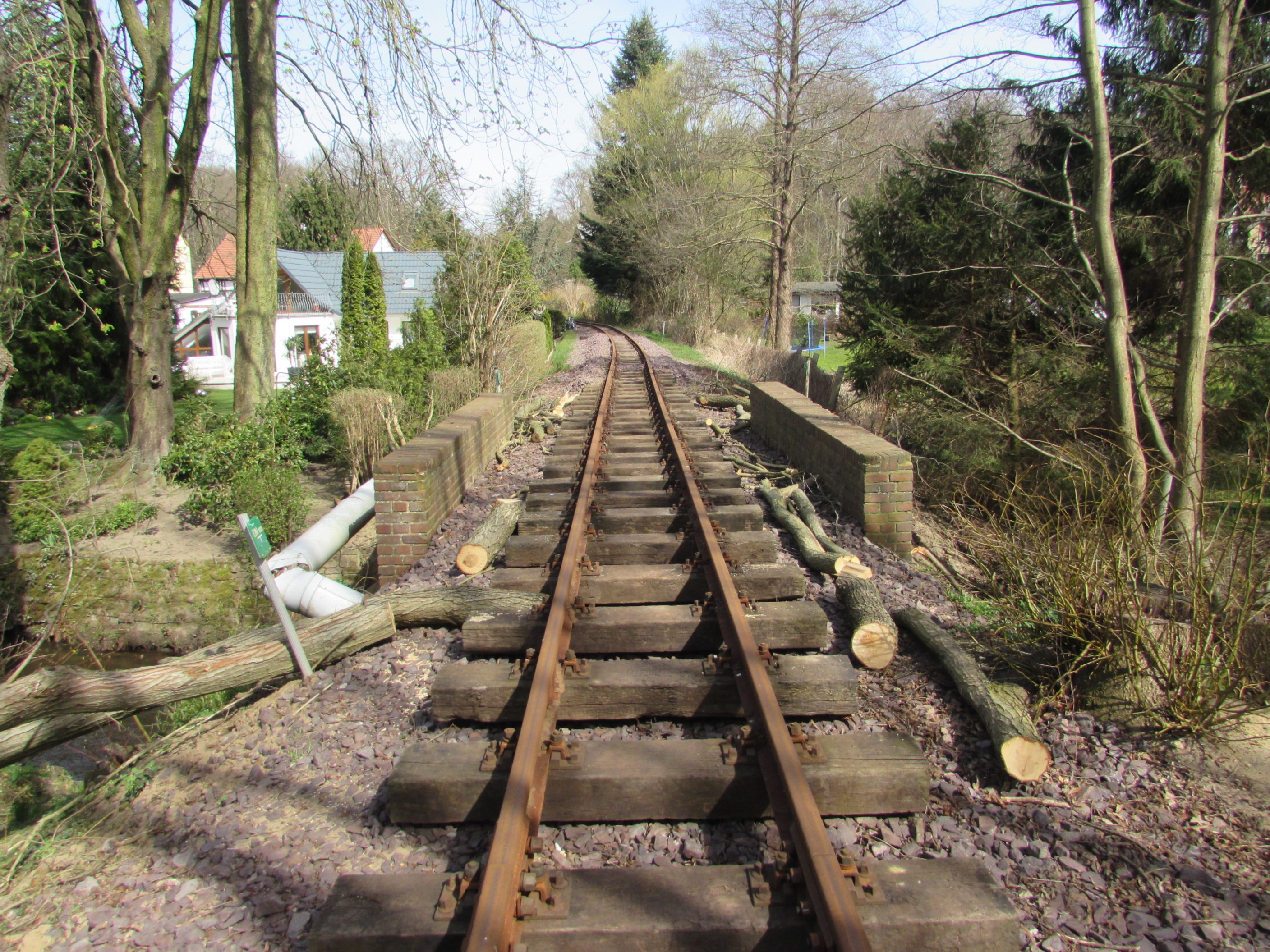
Gloinebrücke in Magdeburgerforth an der im Aufbau befindlichen Strecke

Der 2000 von Kilian Kindelberger initiierte und gegründete Traditionsverein Kleinbahn des Kreises Jerichow I e. V. baut ein Stück der ehemaligen Trasse als Museumsbahn wieder auf. Ausgehend vom Museumsbahnhof Magdeburgerforth entsteht auf der alten Trasse Magdeburgerforth–Altengrabow (5,6 km) ein Fahrbetrieb mit historischen Fahrzeugen. Nachdem der Verein als Eisenbahnbetriebsunternehmen zugelassen worden war, konnte am 7. Mai 2011 auf dem 800 m langen Abschnitt zwischen Magdeburgerforth und dem Haltepunkt Lumpenbahnhof ein öffentlicher Fahrbetrieb aufgenommen werden. Zur Eröffnung verkehrten hier die Dampflok 99 516 (Museumsbahn Schönheide) und die vereinseigene V 10 C 199 041 mit dem Personenwagen 970-823 und einem Aussichtswagen aus Schönheide. Seitdem wird an einigen Wochenenden ein Fahrbetrieb mit der Diesellok angeboten.
Am 24. September 2016 wurde die Strecke um 500 m von Magdeburgerforth zum Haltepunkt Lindenstraße verlängert, wofür der Verein 50.000 Euro Fördermittel vom Land Sachsen-Anhalt erhalten hatte. Am Eröffnungswochenende befanden sich die beiden V 10 C 199 041 (KJI e. V.) und 199 051 (Museumsbahn Schönheide) im Einsatz. Der Weiterbau bis Magdeburgerforth Mitte konnte mittlerweile trotz der Corona-Pandemie vollendet werden. Mit Hilfe von Auszubildenden der DB Bahnbau Gruppe und dem Einsatz vieler Ehrenamtlicher wurde so ein neuer Bahnhof errichtet, der ein Umfahrungsgleis und eine Verladerampe umfasst. Ein Weiterbau der Strecke Richtung Kupferhammermühle ist zeitnah geplant. Anfangen soll es mit dem Bahnübergang über die Landstraße 52 und der forstlichen Vorbereitung der Trasse noch im Jahr 2021.
Vereinsfahrzeuge
Der Verein besitzt die Diesellokomotiven 199 041 und 199 042 vom Typ LKM V 10 C und mehrere historische Wagen der KJI, die der Aufarbeitung bedürfen. Der Betrieb wird mit dem offenen Aussichtswagen 973-001 (Graz 1907, ex ÖBB) und dem Reko-Personenwagen 970-823 (Leihgabe SOEG Zittau) abgewickelt. Letzterer stand in den 1950er Jahren auf dem Burger Streckennetz im Einsatz. Als Rangierlok ist eine Ns3 vorhanden. Seit 2015 besitzt der Verein die nicht betriebsfähige Dampflok 99 4721 (Zweitbesetzung). Für eine weitere Sanierung des Rollmaterials erhielt der Verein 2017 Fördermittel, da es sich um Erhalt eines technischen Denkmals handelt.
Streckenführung
Die Strecke beginnt im Schmalspurbahnhof Altengrabow. Dort ist ein Umfahrgleis und ein einseitig angebundenes Abstellgleis geplant. Das dortige Gebäude (Baujahr 1912) wird zum Teil als Betriebsraum für die Museumsbahn genutzt, der andere Teil kann als Ausstellungsraum verwendet werden. Die Strecke verläuft nördlich von Dörnitz-Altengrabow, quert die Straße Drewitz – Altengrabow und verläuft in nordöstlicher Richtung bis zum Bahnhof Altengrabow. Direkt hinter dem Bahnhof mit einem Ausweichgleis wird die Straße Dörnitz – Drewitz gekreuzt. Die Strecke verläuft entlang des Gloinebachs vorbei an der Kupferhammermühle nach Magdeburgerforth.

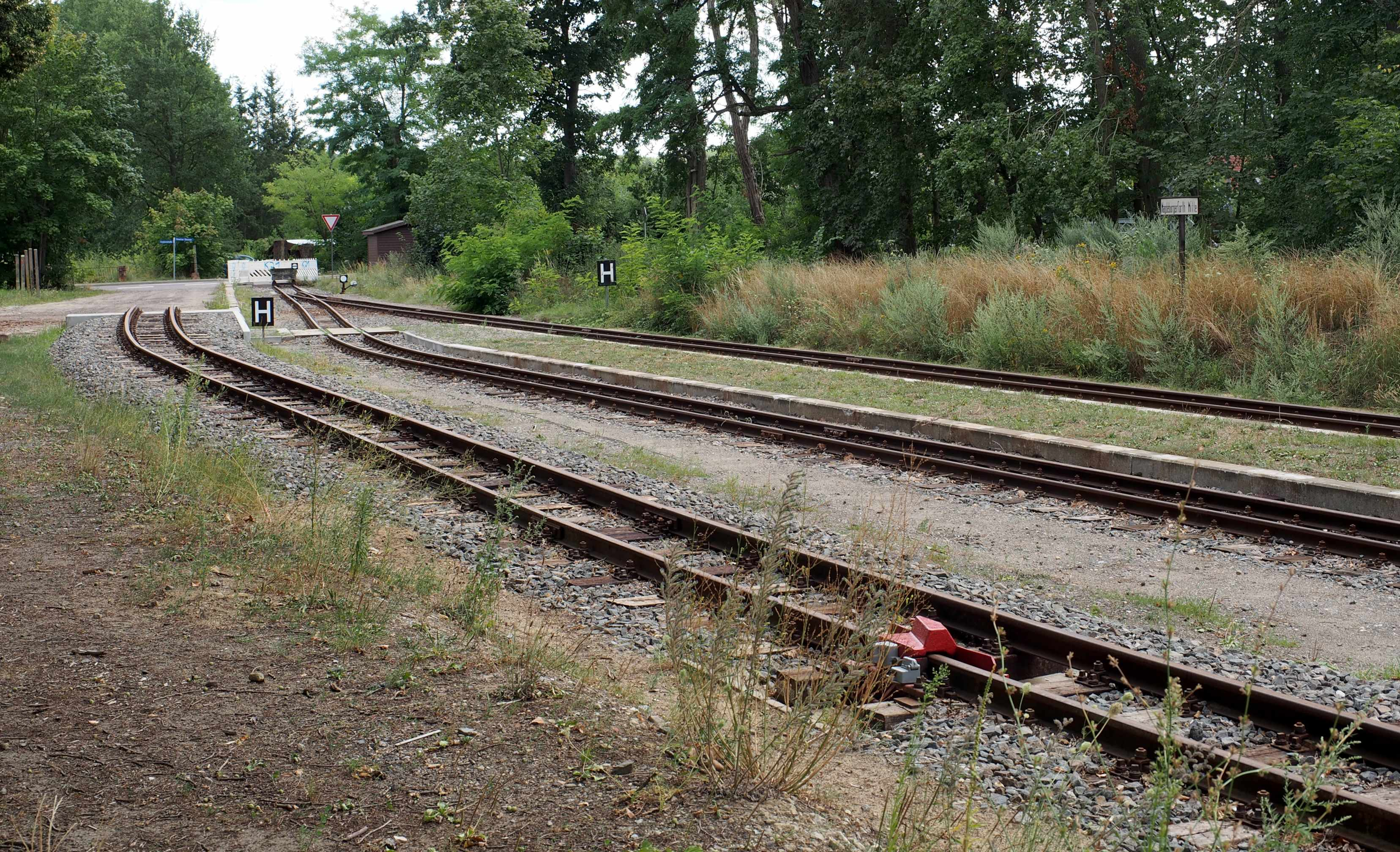
Im Bahnhof Magdeburgerforth Mitte wurden 2021 wieder Gleise gebaut.

Nach der Kreuzung der Straße Loburg – Ziesar folgt der Bahnhof Magdeburgerforth Mitte ebenfalls mit einem Ausweichgleis.
Hinter dem Bahnhof geht es in einer engen Rechtskurve durch den Wald, an der Kreuzung mit zwei Waldwegen entstand der neue (nicht historische) Haltepunkt Lindenstraße. Nach der Brücke über den Gloinebach und der Kreuzung mit der Straße nach Reesdorf wird mit dem Bahnhof Magdeburgerforth der Betriebsmittelpunkt erreicht. Hier befinden sich u. a. das historische Empfangsgebäude von 1896 mit Güterschuppen (davor steht Gw 97-60-41 auf einem Originalgleis der KJI) und ein in den 1920er Jahren errichteter Fachwerklokschuppen. 2014–2016 entstand zudem eine Fahrzeughalle. Von Magdeburgerforth in Richtung Schopsdorf ist auf 800 m Länge die historische Strecke bis zum Lumpenbahnhof (Haltepunkt ohne Umsetzgleis) wiedererrichtet worden. Am Lumpenbahnhof begann zu Kleinbahnzeiten ein Anschlussgleis zur Rohpappenfabrik Magdeburgerforth, zu der Lumpen auf offenen Wagen geliefert wurden, woher der historische Name des Haltepunktes stammt.